# Parc J.-J.-Gagnier
Pour les articles homonymes, voir Gagnier.

Le parc J.-J.-Gagnier est un petit parc situé à l'extrémité est de l'arrondissement Ahuntsic-Cartierville, dans le district du Sault-au-Récollet, à Montréal.
Il est entouré par les rues J.-J.-Gagnier à l'est, Larose à l'ouest et Prieur au sud. Des résidences se situent au nord. 
Le parc ressemble beaucoup aux autres parc de Montréal. Il est entouré par des arbres, comporte une aire de jeux pour enfants (modules, balançoires, carré de sable, barreaux) ainsi qu'une aire gazonnée. Situé en face de l'école primaire Saint-Antoine-Marie-Claret, il est fréquenté des jeunes.
Il doit son nom au musicien québécois J.-J. Gagnier.